# Zambezia

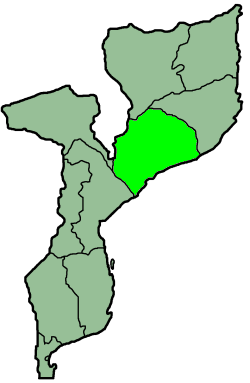
Karta över Moçambique med Zambezia markerat i klargrönt

Zambezia är en provins i centrala Moçambique, med gräns mot Malawi i väster och kust mot Moçambiquekanalen i Indiska oceanen i öster. Provinsen har en total area på 103 127 km² och ett invånarantal på 3 892 854 (2007). Huvudstaden är Quelimane.

## Administrativ indelning
Provinsen är indelad i sexton distrikt och en stad.
- Distrikt:
  - Alto Molocue, Chinde, Gilé, Gurué, Ile, Inhassunge, Lugela, Maganja da Costa, Milange, Mocuba, Mopeia, Morrumbala, Namacurra, Namarroi, Nicoadala, Pebane
- Stad:
  - Quelimane